# Mundo Novo (Goiás)
Mundo Novo is een gemeente in de Braziliaanse deelstaat Goiás.

## Aangrenzende gemeenten
De gemeente grenst aan Bonópolis, Mara Rosa, Nova Crixás, São Miguel do Araguaia en Uirapuru.